# Dragotina
Dragotina (griechisch Δραγωτινά (n. pl.)) ist ein Dorf im Südosten der griechischen Insel Korfu. Es gehört zum Stadtbezirk Neochori des Gemeindebezirks Lefkimmi in der Gemeinde Notia Kerkyra und zählt 249 Einwohner.